# Mycetophila canicula
Mycetophila canicula är en tvåvingeart som beskrevs av Freeman 1951. Mycetophila canicula ingår i släktet Mycetophila och familjen svampmyggor. Inga underarter finns listade i Catalogue of Life.